# Moto Guzzi Stornello
Lo Stornello è una motocicletta costruita dalla Moto Guzzi tra il 1960 e il 1974.

## Storia
Nacque in un periodo - la fine degli anni cinquanta - di crisi del mercato motociclistico dovuta alla crescente diffusione delle vetture utilitarie, che vedeva come unici settori vitali i ciclomotori e le 125 cm³. In quest'ultimo settore la Guzzi era presente con lo Zigolo 110, presentato nel 1959 come evoluzione del modello originale risalente al 1953.
Per meglio presidiare la fascia delle ottavo di litro, in cui più forte era la presenza di Gilera, Moto Morini e MV Agusta, si pensò di impostare un nuovo mezzo con motore a 4 tempi, come le rivali (lo Zigolo era a 2 tempi). Lo Stornello, come verrà battezzato, fu pronto nel 1960: era spinto da un monocilindrico ad aste e bilancieri, con due valvole parallele e cambio a 4 rapporti con comando a pedale; con 7 CV a 7200 giri/min spingeva la moto a 100 km/h circa.
A fine 1961 venne presentata la versione Sport, con testata a valvole inclinate e camera di scoppio emisferica, da 8,5 CV a 7500 giri/min e 110 km/h, riconoscibile rispetto al modello standard (ribattezzato Turismo) per il manubrio sportivo in due pezzi e la sella con codino.
Il 1962 vide l'esordio, sui campi di gara, di una versione da Regolarità dello Stornello, con motore derivato dal modello Sport portato a 12 CV a 8000 giri/min. L'impegno nel fuoristrada, già sperimentato con successo a Mandello con la Lodola, è voluto anche per rivaleggiare con la Gilera, dominatrice della categoria 125 con il suo Giubileo Regolarità. Lo Stornello Regolarità otterrà diversi allori, sia nazionali che internazionali, fino al 1964, quando la Guzzi si ritirò dalle corse. Nel 1965 verrà messa in commercio una replica del modello ufficiale, rimasta in catalogo fino al 1967.

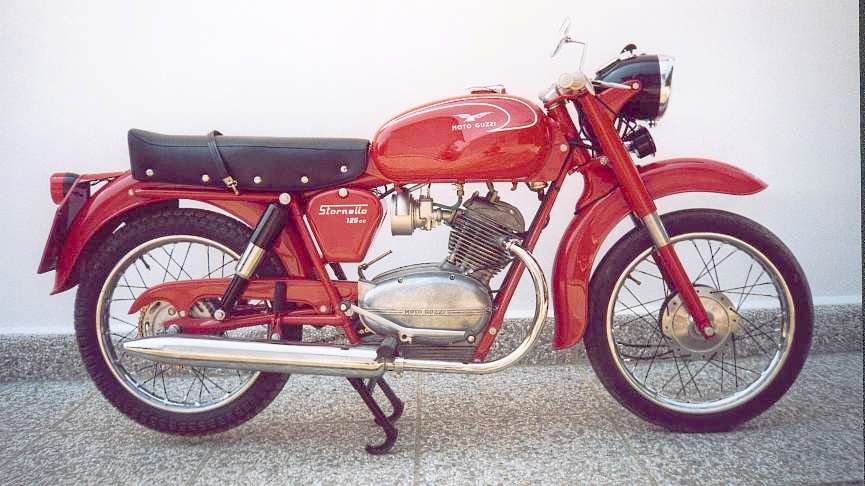
Stornello 125cc Turismo, prima versione

Nel 1967 la gamma Stornello venne completamente rivisitata, con l'entrata in produzione delle versioni Sport America (turistica), Sport Italia (sportiva) e Scrambler, quest'ultima destinata al fuoristrada non impegnativo. L'anno seguente si affiancò una nuova versione, la 160, con motore portato a 153,2 cm³ grazie alla maggiorazione dell'alesaggio da 52 a 58 mm (la corsa restava a 58 mm). Il motore erogava 12,6 CV a 7500 giri/min e spingeva lo "Stornello 160" a 118 km/h.
Al Salone di Milano del 1969 venne presentata una nuova edizione dello Stornello, totalmente ridisegnata nell'estetica e con motore dotato di cambio a 5 rapporti. Questo nuovo modello entrò in produzione nel 1971, sia in versione stradale (125 e 160) che scrambler (solo 125), restando in produzione fino al 1974 e in catalogo fino all'anno successivo, quando venne sostituito da un nuovo modello con motore due tempi di origine Benelli.
Dello Stornello a 5 marce fu realizzata una serie destinata all'Esercito, caratterizzata dalla colorazione verde e da piccole differenze rispetto al modello civile.

## Fonti
- Mario Colombo, Moto Guzzi - 80 anni di storia, Giorgio Nada Editore, Vimodrone (MI), 2000, pagg. 103-108